# Polycentropus smithae
Polycentropus smithae là một loài Trichoptera trong họ Polycentropodidae. Chúng phân bố ở miền Tân bắc.